# Амрам
Амрам (від івр. עַמְרָם — Амрам). Згідно з П'ятикнижжям Мойсеєвим чоловік Іохаведи, батько Мойсея, Аарона та Маріам. Помер у віці 137 років.

## Біографія
Згідно з Книгою Вихід (6:20), Амрам взяв в дружини свою тітку Іохаведу, яка походила з родини Леві. До того, як ізраїльтяни отримали Закон, одружуватись з тітками, дядьками, кузенами було цілком нормальним явищем. Народилося у них троє дітей: Мойсей, Аарон та Маріам.